# Trinorfolkia incisa
Trinorfolkia incisa är en fiskart som först beskrevs av Kuiter, 1986.  Trinorfolkia incisa ingår i släktet Trinorfolkia och familjen Tripterygiidae. Inga underarter finns listade i Catalogue of Life.